# Le Réveil (Hervieu)
Pour les articles homonymes, voir Le Réveil.
Le Réveil est une pièce de théâtre, drame en trois actes de Paul Hervieu, représentée pour la première fois à la Comédie-Française le 18 décembre 1905.

## Résumé
Thérèse de Mégée s'apprête à quitter son mari et sa fille pour suivre le prince Jean de Sylvanie qui l'a séduite. La comtesse de Mégée, sa belle-mère, et Grégoire de Sylvanie, le père de Jean, interviennent. Eux-aussi se sont aimés jadis, mais ils surent résister à la tentation. Grégoire tente de convaincre son fils de le suivre pour reconquérir son royaume. Jean refuse. Son père le fait alors enlever. Thérèse le croit mort. Elle se reprend alors devant le désarroi de sa famille et même la réapparition de Jean ne la fera pas changer d'avis. 

## Distribution
| Acteurs et actrices ayant créé les rôles |                   |
| Personnage                               | Acteur ou actrice |
| Siméon Keff                              | Paul Mounet       |
| Farmont                                  | Louis Delaunay    |
| Prince Grégoire de Sylvanie              | Mounet-Sully      |
| Prince Jean de Sylvanie                  | Charles Le Bargy  |
| Un domestique                            | Laty              |
| Raoul de Mégée                           | Henry Mayer       |
| Thérèse de Mégée                         | Julia Bartet      |
| Comtesse de Mégée                        | Blanche Pierson   |
| Madame de Farmont                        | Isabelle Persoons |
| Rose de Mégée                            | Bergé             |